# Alfred Arnold (Unternehmen)
Die Firma Alfred Arnold war eine deutsche Bandoneonfabrik mit Sitz in Carlsfeld (Eibenstock) im Musikwinkel.

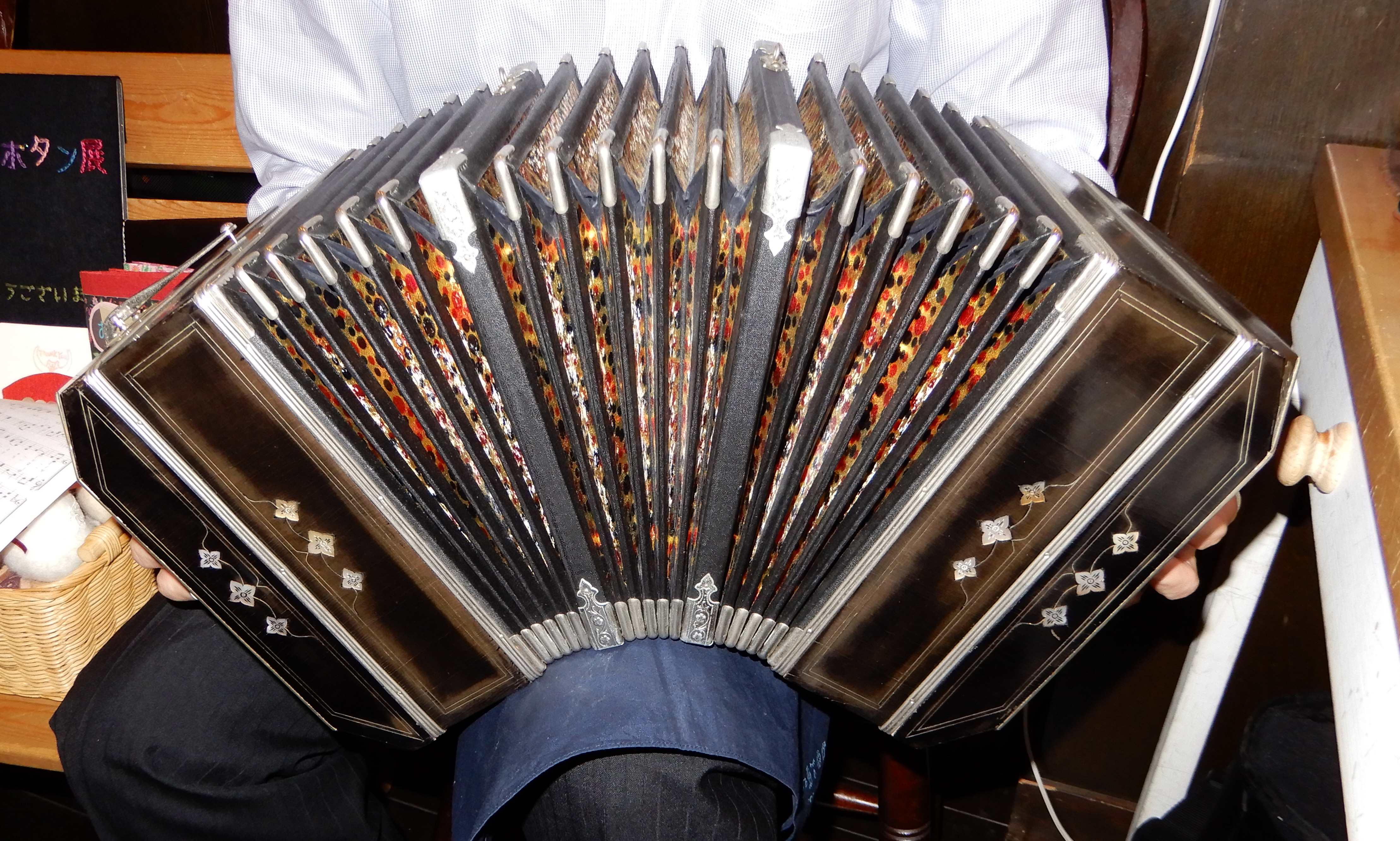
Bandoneon Alfred Arnold

## Geschichte
Das Unternehmen wurde 1911 im erzgebirgischen Carlsfeld durch Alfred Arnold gegründet. Dessen Vater, der Werkmeister Ernst Louis Arnold in der Harmonikafabrik von Carl Friedrich Zimmermann in Carlsfeld war, erwarb dessen Fabrik von Zimmermann, als dieser 1864 nach Amerika auswanderte.
Berühmt wurden vor allem die Instrumente von Alfred, Ernst Louis Arnolds Sohn, aus den 1920er und 1930er Jahren mit dem Label „A-A“. Diese genießen bei Bandoneonisten noch immer einen geradezu legendären Ruf: Ihr Klangbild gilt als Maßstab für jeden Bandoneonbauer – so wie es etwa Silbermann-Orgeln im Orgelbau sind.
Bis etwa 1945 wurden ungefähr 30.000 Bandoneons nach Argentinien und Uruguay exportiert.
Mit der 1948 durchgeführten Enteignung der Firma und Eingliederung in die VEB Klingenthaler Harmonikawerke verschwanden allerdings die Unterlagen des Carlsfelder Bandoneonbaus und die nun gebauten Instrumente hatten nicht mehr den Erfolg wie zuvor. Die Carlsfelder Produktion wurde letztendlich 1964 eingestellt. Arno Arnold, ein Neffe des Gründers Alfred Arnold, produzierte in der Rhein-Main-Gegend ebenfalls einige Jahre lang Bandoneons, die aber nicht die Qualität der AA-Instrumente erreichten. Bei diesen Instrumenten aus den 50er Jahren waren die Stimmplatten meist aus Aluminium statt Zink. Weltweite Forschungen und Bauversuche erreichen bis heute nicht den unvergleichlichen Ton der alten Instrumente.

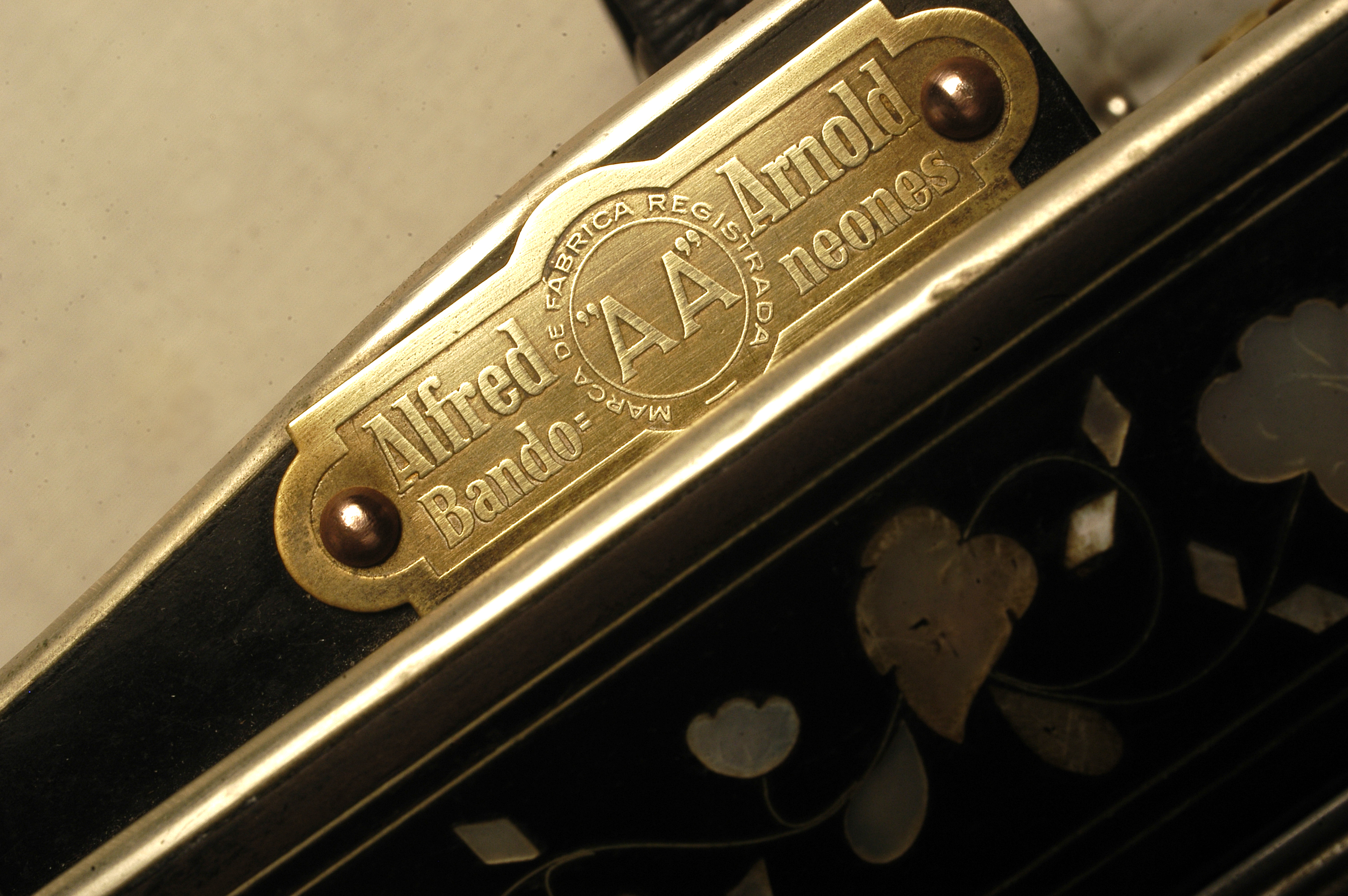
Detail Bandonion AA
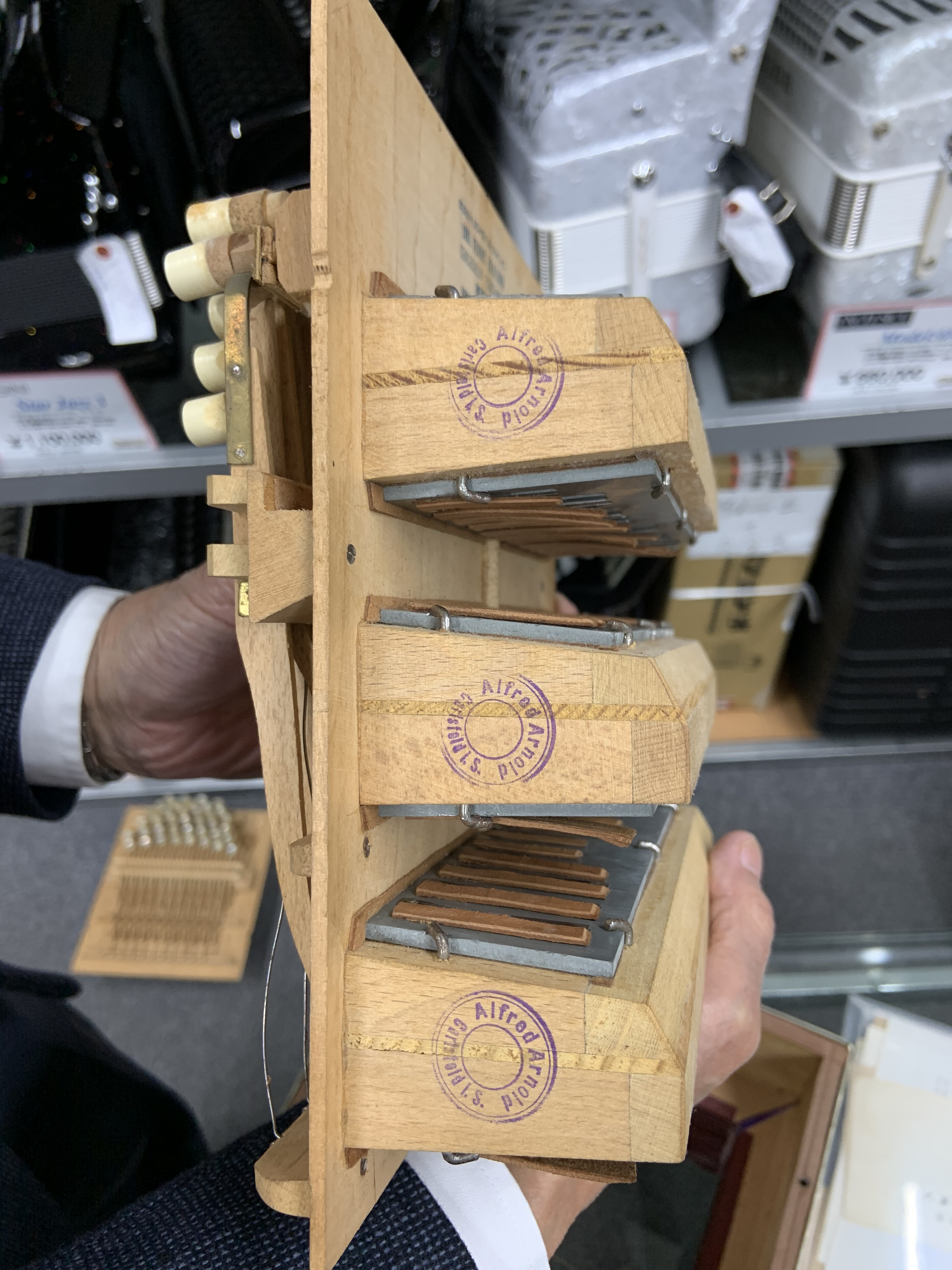
Bandoneon Innenansicht Alfred Arnold Carlsfeld
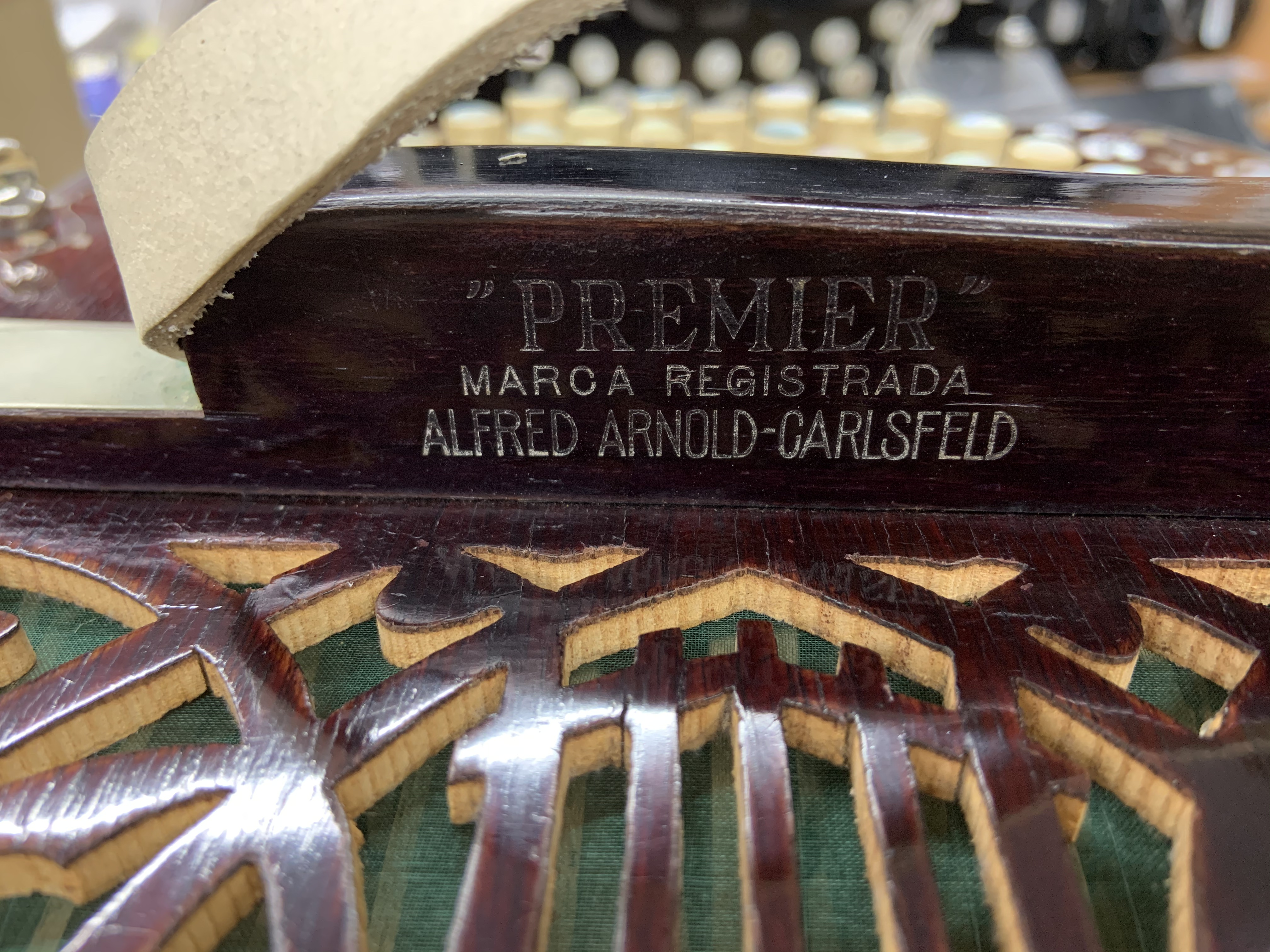
„Premier“ Marca Registrada, Alfred Arnold-Carlsfeld